# Porte-éventail de Swainson
Onychorhynchus swainsoni
Espèce
Synonymes
- Muscivora Swainsoni

Répartition géographique
Statut de conservation UICN

 VU  : Vulnérable
Le Porte-éventail de Swainson (Onychorhynchus swainsoni), également appelé Moucherolle de Swainson, est une espèce de passereau de la famille des Onychorhynchidae.

## Description

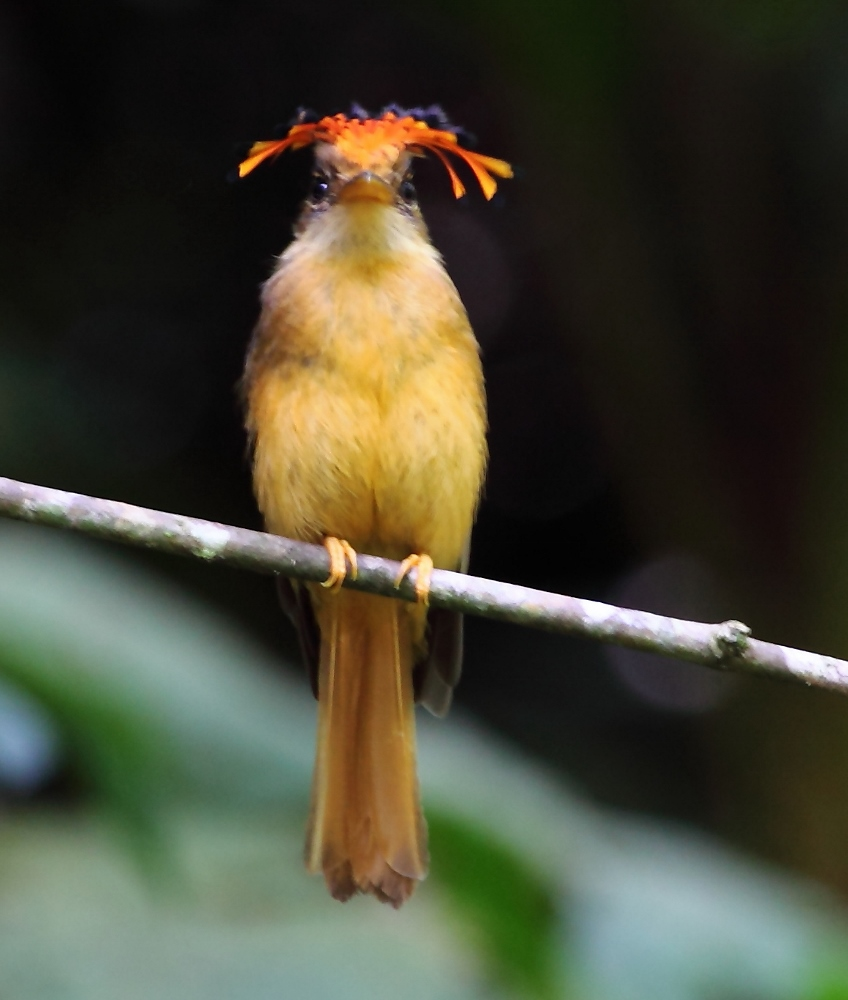
Vu de face d'un Porte-éventail de Swainson montrant sa crête en partie dressée.

Cet oiseau mesure entre 16 et 16,5 cm. Il possède un grand bec et une huppe, qu'il laisse souvent à plat, donnant à sa tête une forme large de marteau. Cette huppe combine l'écarlate, le noir et le bleu ; le jaune remplace le rouge chez la femelle. Son dos est brun terne et son croupion et sa queue sont de couleur cannelle. Sa gorge est blanchâtre et son ventre de couleur chamois ocré.

## Distribution
Son aire s'étend notamment à travers les forêts côtières de Serra do Mar (pt),.

## Habitat
L'espèce vit dans les sous-étages des forêts de plaine et de basse altitude de la côte atlantique. Il reste souvent perché sans bouger durant de longues périodes. Dans le Parque Estadual Intervales (État de São Paulo), on le retrouve fréquemment à proximité de petits cours d'eau.

## Alimentation
Cet oiseau est insectivore.

## Menaces et protection
Son statut de conservation est Vulnérable selon la liste rouge de l'UICN.
Onychorhynchus swainsoni est confiné aux forêts en voie de disparition de l'est du Brésil. Sa population est estimée à entre 1 000 et 2 499 individus, dont 600 à 1 700 individus matures. Il n'a plus été observé dans la serra dos Órgãos depuis les années 1940. Malgré tout, il a été observé au début du XXIe siècle dans sept nouveaux sites de l'État de Paraná et dans quatre nouveaux sites de l'État de São Paulo ; les observations suggèrent un accroissement constant des populations le long des forêts atlantiques dans l'Est des États de São Paulo et de Paraná, depuis la frontière avec l'État de Rio de Janeiro jusqu'à la baie de Guaratuba, et, vers l'intérieur des terres, jusqu'au Vale do Ribeira et jusqu'aux chaînes montagneuses de Paranapiacaba et de la serra da Mantiqueira. À Santa Catarina, le dernier spécimen a été observé en 2006.
Plusieurs zones protégées abritent l'espèce : le parc national et historique du Monte Pascoal (Itatiaia), le parc national de la serra da Bocaina, le Parque Estadual Intervales (État de São Paulo), la Estação Experimental de Ubatuba, le Parque Nacional Guaricana (Guaratuba et Morretes), la Reserva Natural Salto Morato (Guaraqueçaba), le Parque Estadual Pico do Marumbi (Paraná), le Parque Nacional de Saint-Hilaire/Lange (Paraná), la réserve de Fazenda Monte Alegre et une réserve privée à Piquete.

## Systématique
Ce taxon est considéré comme conspécifique avec le porte-éventail roi (Onychorhynchus coronatus), le porte-éventail pâle (Onychorhynchus occidentalis) et le porte-éventail du Mexique (Onychorhynchus mexicanus) par certains auteurs. Il s'appelait d'ailleurs auparavant Onychorhynchus coronatus swainsoni.